# Șiștarovăț
Șiștarovăț è un comune della Romania di 341 abitanti, ubicato nel distretto di Arad, nella regione storica del Banato.
Il comune è formato dall'unione di 4 villaggi: Cuveșdia, Labașinț, Șiștarovăț, Varnița.
L'esistenza di Şiştarovăț è attestata per la prima volta in documenti risalenti al 1440.